# Halo 3: ODST
Halo 3: ODST (originalmente Halo 3: Recon) é um jogo de tiro em primeira pessoa desenvolvido pela Bungie e publicado pela Microsoft em 2009. Faz parte da franquia Halo e foi lançado para Xbox 360 em 22 de setembro de 2009. Nele, o jogador assume o papel de um soldado de elite da UNSC (Comando Espacial das Nações Unidas), conhecidos como "Orbital Drop Shock Troopers" (ODST), durante os eventos que ocorrem no Quênia, África, entre Halo 2 e Halo 3. Na campanha, o jogador explora as ruínas da cidade de New Mombasa para descobrir o que aconteceu com seus colegas em meio à invasão Covenant na Terra no ano de 2552.
Inicialmente, a ideia de Halo 3: ODST era um projeto paralelo da Bungie entre as produções de Halo 3 e Halo: Reach. Ao invés de apresentar personagens conhecidos da franquia, tais como Master Chief e Cortana, os desenvolvedores se focaram nos ODSTs. O diretor de história, Joseph Staten, escreveu uma espécie de história de detetive utilizando elementos de design Film noir. O compositor Martin O'Donnell abandonou os temas anteriores de Halo para criar uma trilha-sonora mais silenciosa, influenciada pelo jazz. Durante o desenvolvimento, o planejamento cresceu e se tornou um jogo de grande escala. A campanha de marketing do jogo incluiu revista em quadrinhos, teasers, anúncios impressos e na Web.
Após o lançamento, Halo 3: ODST alcançou o top de vendas mundiais para Xbox: 360. O título recebeu muitas críticas positivas, que destacaram a atmosfera, a música e o enredo da história. Por outro lado, os reviews questionaram se as missões de campanha relativamente curtas e os extras foram suficientes pra justificar o valor de US$ 60. O título foi o game mais vendido dos EUA em setembro de 2009 e somando mais de 2 milhões de cópias mundiais vendidas nas primeiras 24 horas. Softpedia, revista Time e Wired, entre outras publicações, destacaram Halo 3: ODST como o melhor jogo do ano.

## Campanha

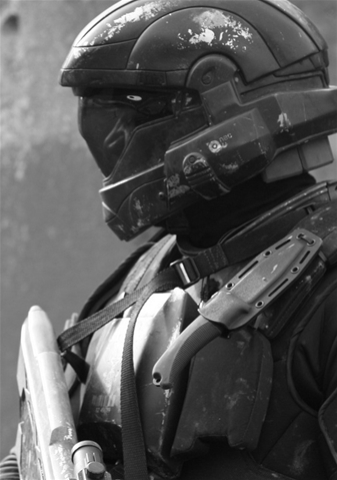
Soldado ODST

Em Halo 3: ODST o jogador controla seu protagonista principal, conhecido como Novato, em busca de pistas pela cidade de New Mombasa após acordar, depois de estar inconsciente por seis horas quando sua cápsula de lançamento caiu na superfície. Fica a critério do jogador em como chegar a qualquer localização específica, em qualquer ordem, dando uma sensação de mundo mais aberto ao jogo. As pistas são objetos variados, cada um vinculado a um colega de esquadrão. Encontrar um desses objetos coloca o jogador no lugar de um dos cinco colegas de Novato (Edward Buck, Veronica Dare, Taylor "Dutch" Miles, Kojo "Romeo" Agu e Michael "Mickey" Crespo), preenchendo as lacunas com fatos sobre o que aconteceu com o resto do esquadrão. Assim que o jogador volta no tempo por um curto período, ele assume o controle do personagem em uma missão, participando das situações que aquele personagem em particular vivenciou. Essas cenas flashbacks seguem um caminho oposto à primeira trilogia da série Halo, que seguia uma história linear.
Dado o fato de que o jogador está no papel de um ODST, o jogador não possui o radar de movimentos ou os escudos de defesa presentes na armadura MJOLNIR dos Spartans, ao invés disso, usa um sistema mais tradicional de barra de vitalidade e kits médicos. Além disso, Novato e seus colegas de esquadrão não são capazes de manipular duas armas simultaneamente, e também não podem utilizar equipamentos especiais na armadura.
Por outro lado, o jogador recebe um capacete com gerenciamento de dados integrado conhecido como VISR (sigla para Sistema Inteligente de Reconhecimento Visual), que inclui modo de visão noturna com identificação de amigo/inimigo: verde para aliados, vermelho para inimigos, azul para objetos de interesse e amarelo para objetos genéricos e cenário. O VISR também pode ser usado para indicar waypoints, objetivos de missão e outras informações que auxiliam o jogador. O esquadrão possui duas novas armas, a M7S Submachine Gun e a M6C/SOCOM. O limite de carregamento de granadas também foi aumentado para três granadas de cada tipo.
Como citado pela Bungie em 23 de janeiro, os Sangheili não aparecem como inimigos em Halo 3: ODST. Ao invés disso, vários grupos de corpos Sangheili são encontrados na campanha, aparentemente mortos por Brutes. Em dezembro de 2008, o jogo foi liberado para que jogadores pudessem experimentar o jogo do início ao fim, embora em estado não-finalizado. A equipe inteira da Bungie foi retirada de outros serviços para testar a jogabilidade e reportar feedbacks. Entre os elementos inacabados estavam os diálogos incompletos entre os personagens. O diretor de áudio Martin O'Donnell, contribuiu com a música de Halo 3: ODST, assim como nos jogos anteriores da franquia. Devido ao fato de ODST possuir um novo protagonista, O'Donnell criou uma nova trilha-sonora que seguiu por uma nova direção.